# NGC 7702
NGC 7702 este o galaxie lenticulară situată în constelația Phoenix. A fost descoperită în 28 octombrie 1834 de către John Herschel. Se află la o distanță de 40,36 de megaparseci de Pământ.